# Сферолоїд

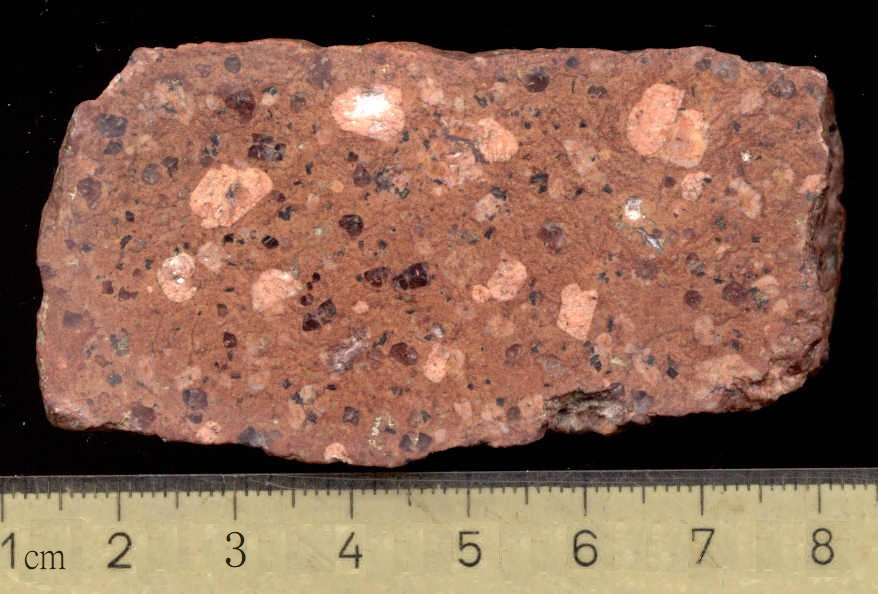
Приклад сферолоїдів у ріоліті

Сферолоїди (рос. сферолоиды, англ. spherolloids, нім. Sphärolloide n pl) — кульові утворення в кислих лавах; відомі в багатьох районах земної кулі. На відміну від сферолітів не мають радіально-променистої будови. Розміри куль коливаються від декількох до 70-80 см у діаметрі. Складені ліпаритом з фельзитовою, мікропойкілітовою структурою основної маси. Вважають, що їх утворення пов'язане зі швидким охолодженням в'язкої оболонки, яка розтягується в міхур завдяки тиску ще рідкої лави й газів, що знаходяться всередині. Утворення їх відбувалося в субаеральних умовах і пов'язане з ліквацією силікатного розплаву перед виливом лави на поверхню.